# Catlocarpio siamensis
El barbo gigante (Catlocarpio siamensis) es una especie de peces de la familia de los
Cyprinidae en el orden de los Cypriniformes.

## Morfología
- Los machos pueden llegar alcanzar los 300 cm de longitud total[1] y 300 kg de peso.[2][3]

## Alimentación
Come algas, fitoplancton, frutos de plantas terrestres.

## Hábitat
Es un pez de agua dulce y de clima tropical.

## Distribución geográfica
Se encuentran en Asia:  cuencas de los ríos  Maeklong, Chao Phraya.

## Estado de conservación
Se encuentra amenazado de extinción debido a la pérdida de su hábitat natural y la sobrepesca.